# Дар'їно-Єрмаківська сільська рада
Дар'їно-Єрмаківська сільська рада — сільська рада у Свердловському районі Луганської області з адміністративним центром у селі Дар'їно-Єрмаківка.
Історична дата утворення (взяття на облік АТУ УРСР): в 1944 році.

Дар'їно-Єрмаківська сільрада (анклав) Указом Президії ВР СРСР від 5 листопада 1944 р. була повернута з Красногвардійського району Ростовської області до складу Свердловського району Ворошиловградської області.
Сільській раді підпорядковані також села Астахове та Карпове-Кріпенське.
Адреса сільської ради: 94866, Луганська обл., Свердловська міськрада, с. Дар'їно-Єрмаківка, вул. Радянська ,11.

## Населені пункти
Населені пункти, що відносяться до Дар'їно-Єрмаківської сільської ради.
| № | Назва              | Тип  | Рік заснування | Площа км² | Населення (2001), ос. |
| - | ------------------ | ---- | -------------- | --------- | --------------------- |
| 1 | Дар'їно-Єрмаківка  | село | 1825           | 30        | 674                   |
| 2 | Астахове           | село | 1794           | 42,54     | 847                   |
| 3 | Карпове-Кріпенське | село | 1805           | 90        | 992                   |

## Склад ради
Рада складається з 16 депутатів та голови.

### Керівний склад ради
| ПІБ                        | Основні відомості                                                         | Дата обрання | Дата звільнення |
| -------------------------- | ------------------------------------------------------------------------- | ------------ | --------------- |
| Столяров Віктор Григорович | Сільський голова, 1960 року народження, освіта вища, член народної партії | 26.03.2006   | 31.10.2010      |
| Столяров Віктор Григорович | Сільський голова, 1960 року народження, освіта вища, член Партії регіонів | 31.10.2010   |                 |

Примітка: таблиця складена за даними джерела